# Préguillac
Préguillac ist eine westfranzösische Gemeinde mit 438 Einwohnern (Stand: 1. Januar 2022) im Département Charente-Maritime in der Region Nouvelle-Aquitaine (vor 2016 Poitou-Charentes). Sie gehört zum Arrondissement Saintes und ist Mitglied im Gemeindeverband Saintes - Grandes Rives - L’Agglo. Die Einwohner werden Préguillacais und Préguillacaises genannt.
Der Ort liegt auf dem Pilgerweg (Via Turonensis) nach Santiago de Compostela.

## Geografie

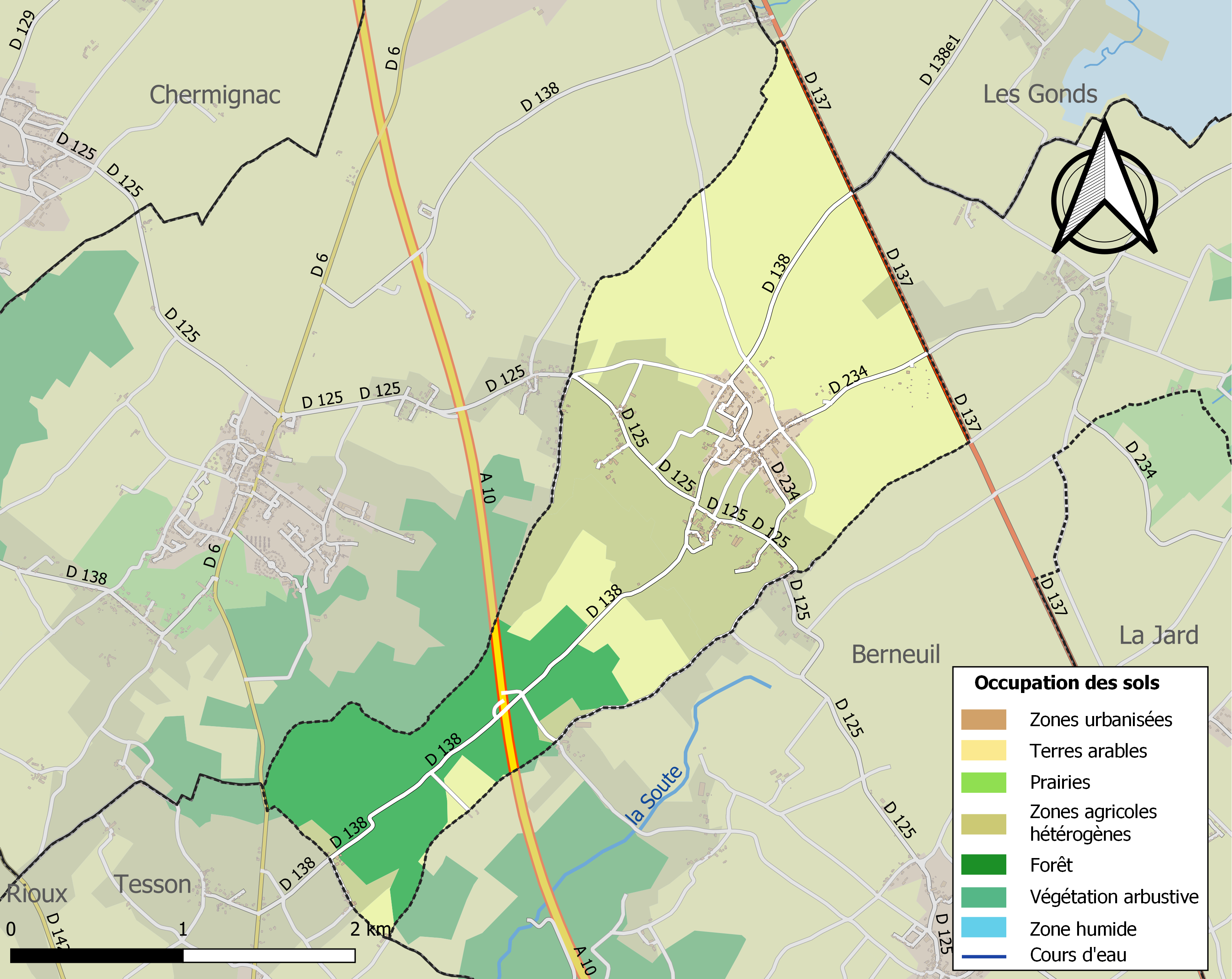
Bodennutzung, Hydrografie und Infrastruktur der Gemeinde (2018)

Préguillac liegt in der ehemaligen Provinz Saintonge, etwa acht Kilometer südlich von Saintes. Etwa drei Viertel der Fläche der Gemeinde werden landwirtschaftlich genutzt, etwa 20 % sind bewaldet, insbesondere im südwestlichen Teil.
Umgeben wird Préguillac von den Nachbargemeinden Thénac im Westen und Norden, Les Gonds im Nordosten, Berneuil im Osten und Süden sowie Tesson im Südwesten.

## Bevölkerungsentwicklung

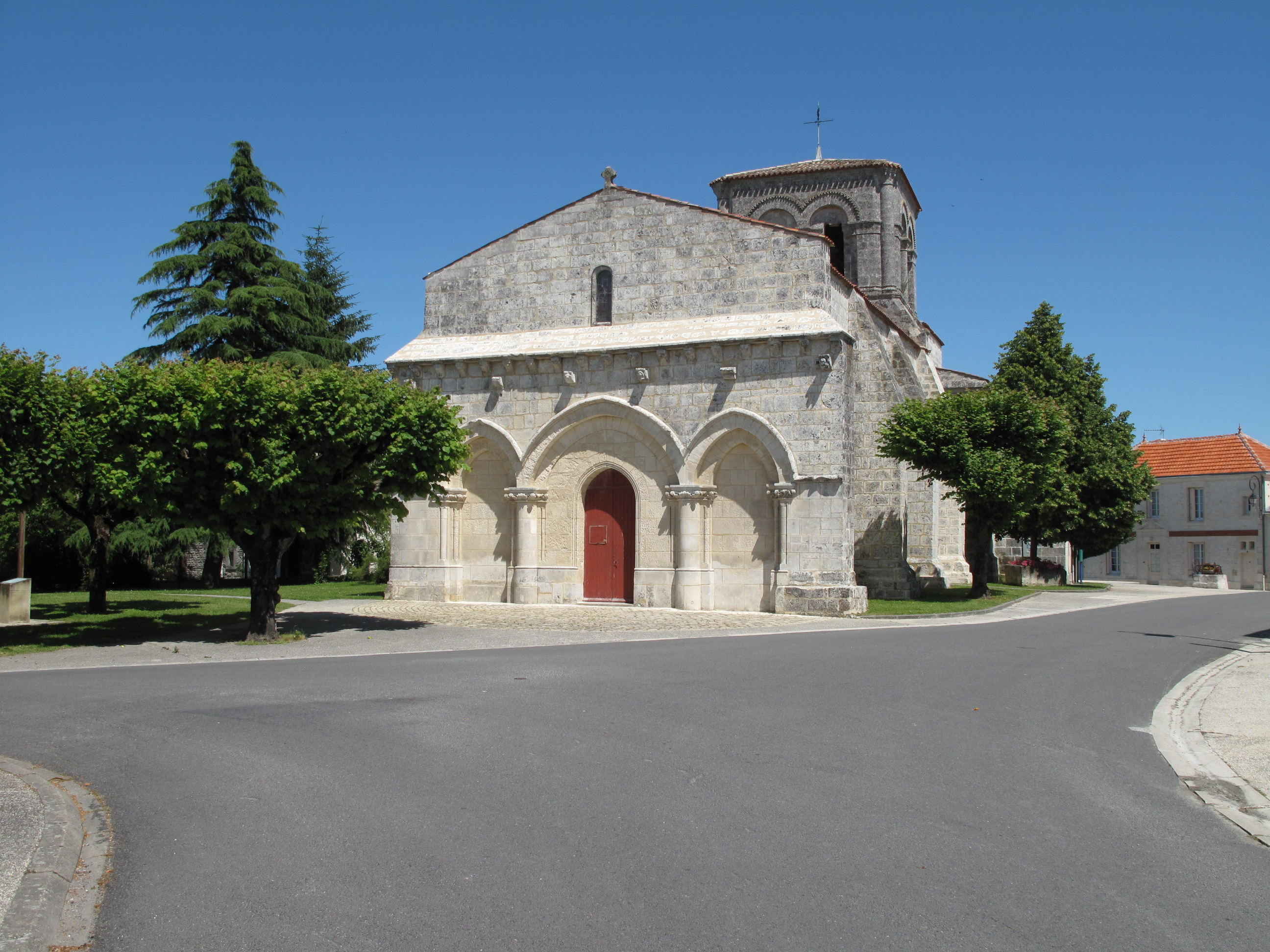
Kirche Sainte-Eulalie

| Jahr                       | 1962 | 1968 | 1975 | 1982 | 1990 | 1999 | 2006 | 2013 | 2020 |
| Einwohner                  | 240  | 244  | 243  | 278  | 305  | 323  | 396  | 458  | 437  |
| Quellen: Cassini und INSEE |      |      |      |      |      |      |      |      |      |

## Sehenswürdigkeiten
- Kirche Sainte-Eulalie, ursprünglich aus dem 12. Jahrhundert, Apsis, Chor und Glockenturm seit 1978 als Monument historique eingeschrieben

## Verkehr
Die Autoroute A 10 „L’Aquitaine“ von Paris nach Bordeaux durchquert den südwestlichen Teil des Gemeindegebiets  ohne Anschlussstelle.
Die Departementsstraße 137, die ehemalige Route nationale 137, verläuft parallel zur Grenze zu den Nachbargemeinden Les Gonds und Berneuil. Sie verbindet die Gemeinde mit Saintes im Nordwesten und mit Pons über La Jard im Südosten.
Busse einer Linie der regionalen Transportgesellschaft zwischen Saintes und Pons bedienen zwei Haltestellen in Préguillac.